# Kastanienspecht
Der Kastanienspecht (Celeus castaneus) ist eine Vogelart aus der Familie der Spechte (Picidae). Dieser kleine und insgesamt überwiegend dunkel kastanienbraune Specht hat ein relativ kleines Verbreitungsgebiet in Mittelamerika. Die Art bewohnt überwiegend dichte, immergrüne oder halb-immergrüne Urwälder und ältere  Sekundärwälder sowie gelegentlich Mangrove. Sie bevorzugt Waldränder und Bäume mit dichtem Laubwerk und Epiphytenbewuchs. Die überwiegend im Bereich der Baumkronen gesuchte Nahrung besteht vor allem aus Ameisen, Termiten und anderen Insekten, die Art scheint gelegentlich auch Früchte und Samen zu fressen.
Der Weltbestand umfasst wahrscheinlich weniger als 50.000 Individuen und ist damit relativ klein, gilt aber als stabil. Der Kastanienspecht wird von der IUCN daher als nicht gefährdet eingestuft.

## Beschreibung
Kastanienspechte sind kleine Spechte mit einer langen Haube. Der Schnabel ist recht kurz, leicht meißelförmig zugespitzt, am First nach unten gebogen und an der Basis relativ schmal. Die Körperlänge beträgt etwa 23–25 cm, das Gewicht 80–105 g. Diese Spechte sind damit etwa so groß wie ein Buntspecht, aber etwas schwerer. Die Art zeigt hinsichtlich der Färbung einen deutlichen Geschlechtsdimorphismus.
Beim Männchen ist die gesamte Oberseite einschließlich Oberflügeldecken, Schirmfedern und Oberschwanzdecken kastanienbraun oder rötlich-kastanienbraun, der Bürzel ist etwas heller und mehr gelb. Rücken und Oberflügeldecken sind auf diesem Grund in weitem Abstand unterbrochen schwarz gebändert. Die Oberschwanzdecken sind ungezeichnet oder häufiger schwarz gebändert oder gefleckt. Die Oberseiten der Schwingen sind meist einfarbig dunkel rotbraun und zur Spitze hin mehr schwarz, nur selten zeigen die Armschwingen eine spärliche Fleckung oder Bänderung. Die Oberseite der Steuerfedern ist ebenfalls dunkel rotbraun mit breiten schwärzlichen Spitzen.
Die gesamte Unterseite des Rumpfes zeigt auf dunkel rötlich-kastanienbraunem Grund eine U- oder V-förmige Wellenzeichnung oder regelmäßigere Binden, diese werden zum Bauch hin schmaler. Die Unterflügel haben gelbliche Decken, die Basen der Schwingen sind zimtfarben, die Spitzen schwärzlich. Der Unterschwanz ist wie der Oberschwanz gefärbt, aber heller.
Der Kopf und die Haube sind überwiegend einfarbig ockerbeige bis zimtbeige; die Zügelregion, Wangen, Bartstreif, die obere Augenumgebung und oft auch einige Federn um die Schnabelbasis sind rot. Gelegentlich erstreckt sich diese Rotfärbung in einer Linie entlang der Oberkopfseiten weiter nach hinten.
Der Schnabel ist blass grünlich oder grünlich-weiß bis hell elfenbeingelb mit einem blaugrünen Ton an der Basis. Beine und Zehen sind dunkel oliv bis grau. Die Iris ist kastanienbraun bis braun, der Augenring grau oder schwärzlich.
Weibchen fehlen die roten Partien an den Kopfseiten, diese Bereiche sind wie der übrige Kopf ockerbeige.

## Systematik
Die innerartliche Variabilität ist sehr gering und es werden keine Unterarten anerkannt. Nach Winkler et al. bildet der Kastanienspecht eine Superspezies mit dem Fahlkopfspecht (Celeus elegans), dem Gelbschopfspecht (Celeus flavescens) und dem Blassschopfspecht (Celeus lugubris).

## Verbreitung und Lebensraum

Verbreitungsgebiet des Kastanienspechts (grün)

Dieser Specht hat ein relativ kleines Verbreitungsgebiet im nordöstlichen, karibiknahen Mittelamerika, das Areal reicht von den mexikanischen Provinzen Veracruz und Oaxaca über Honduras, Nicaragua und den Nordwesten von Costa Rica bis in den Westen Panamas. Die Größe des Gesamtverbreitungsgebietes wird auf 397.000 km² geschätzt.
Die Art bewohnt überwiegend dichte, immergrüne oder halb-immergrüne Urwälder und ältere  Sekundärwälder sowie gelegentlich Mangrove. Sie bevorzugt Waldränder und Bäume mit dichtem Laubwerk und Epiphytenbewuchs. Kastanienspechte sind weitgehend auf die Niederungen beschränkt, kommen aber noch im Hügelland bis in 500 m Höhe vor, lokal auch noch bis 1000 m.

## Lautäußerungen
Es sind mehrere Rufe bekannt. Dazu gehört ein zischendes, kräftiges, absteigendes Pfeifen etwa wie „peew“ oder „kheew“, dem häufig 2 bis 10 scharfe, nasale Laute folgen, etwa wie „kheew, wet-wet-wet...“. Weiterhin sind regelmäßige Serien von „howp“-Rufen bekannt, auf die oft ein kicherndes „r'rrp“ folgt. Bei starker Erregung rufen Kastanienspechte scharf zweisilbig „wik-kew wik-kew wik-kew“. Die Trommelwirbel dauern etwa 1,5 Sekunden.

## Lebensweise
Kastanienspechte werden meist einzeln oder in Paaren angetroffen, gelegentlich schließen sie sich gemischten Vogelschwärmen an. Die überwiegend im Bereich der Baumkronen, seltener auch noch in der mittleren Baumschicht gesuchte Nahrung besteht vor allem aus Ameisen und Termiten und anderen Insekten, die Art scheint gelegentlich aber auch Früchte und Samen zu fressen. Die Nahrung wird häufig an Stämmen oder Starkästen und in erster Linie durch Hacken und Sondieren erlangt, seltener durch Hämmern und nur gelegentlich durch Ablesen. Kastanienspechte hacken dabei Löcher in die Tunnel und die hartwandigen Nester von Termiten und Ameisen und schlagen Rinde ab.
Die Fortpflanzung erfolgt im Norden des Verbreitungsgebietes von März bis August, in Costa Rica und Panama zwischen Februar und Juli. Beide Geschlechter bauen die Höhlen in die Stämme lebender oder eben abgestorbener, weichholziger Bäume. Die Höhlen befinden sich in 4–21 m Höhe, gelegentlich aber auch deutlich niedriger. Die Gelege bestehen aus 3–4 Eiern. Weitere Angaben zur Brutbiologie liegen bisher nicht vor.

## Bestand und Gefährdung
Der Weltbestand umfasst wahrscheinlich weniger als 50.000 Individuen und ist damit relativ klein, gilt aber als stabil. Der Kastanienspecht wird von der IUCN daher als ungefährdet („least concern“) eingestuft.